# 유도등
유도등(誘導燈), 출입구 표지(exit sign)는 화재나 기타 위기 상황 시에 가장 가까운 비상구의 위치를 알려주는 공공 시설(건물, 항공기, 선박 등)의 장치이다.
유도등은 누구에게나 절대적으로 실수 없이 이해 가능하도록 설계되어 있다. 과거에 유도등은 일반적으로 "EXIT" 또는 그와 동등한 지역 언어를 표시하였으나 전 세계의 유도등이 점차 추가 문구와 함께 또는 추가 문구 없이 그림문자 형태로 되어가고 있다.

## 역사
초기의 유도등은 일반적으로 금속으로 만들어져 주변의 백열등에 의해 비쳐졌거나 하나의 전구 조명 기구 앞에 직접 배치된, 빨간색 글자의 "EXIT"이 있는 흰 유리 덮개로 되어 있었다.

## 같이 보기
- 비상등